# Maechidiini
Maechidiini is een tribus uit de familie van bladsprietkevers (Scarabaeidae). 